# Gordon W. Allport
Pour les articles homonymes, voir Willard et Allport.
Gordon Willard Allport, né à Montezuma (Indiana) le 11 novembre 1897 et mort à Cambridge (Massachusetts) le 9 octobre 1967, est un enseignant-chercheur en psychologie américain.

## Biographie
Né d'un père médecin et d'une mère institutrice, Gordon W. Allport reçoit en 1915 une bourse pour l'Université Harvard (où son frère aîné Floyd Henry étudie déjà). Il obtient en 1919 une licence en philosophie et économie. Il part enseigner pendant un an à Istanbul, au Robert College, avant de revenir à Harvard y terminer ses études (master en 1921, doctorat en 1922). Récipiendaire d'une nouvelle bourse, il peut voyager encore en Europe, d'abord en Allemagne (Berlin, Hambourg) puis en Grande-Bretagne (Cambridge). Il rencontre Freud, sans grand succès comme il le raconte en 1966.
De retour aux États-Unis, il dispense à Harvard des charges de cours en psychologie jusqu'en 1926. Il épouse Ada Lufkin Gould, avec qui il a bientôt un fils. Il enseigne au Dartmouth College pendant quatre ans, puis obtient un poste à Harvard. Il y reste toute sa vie.

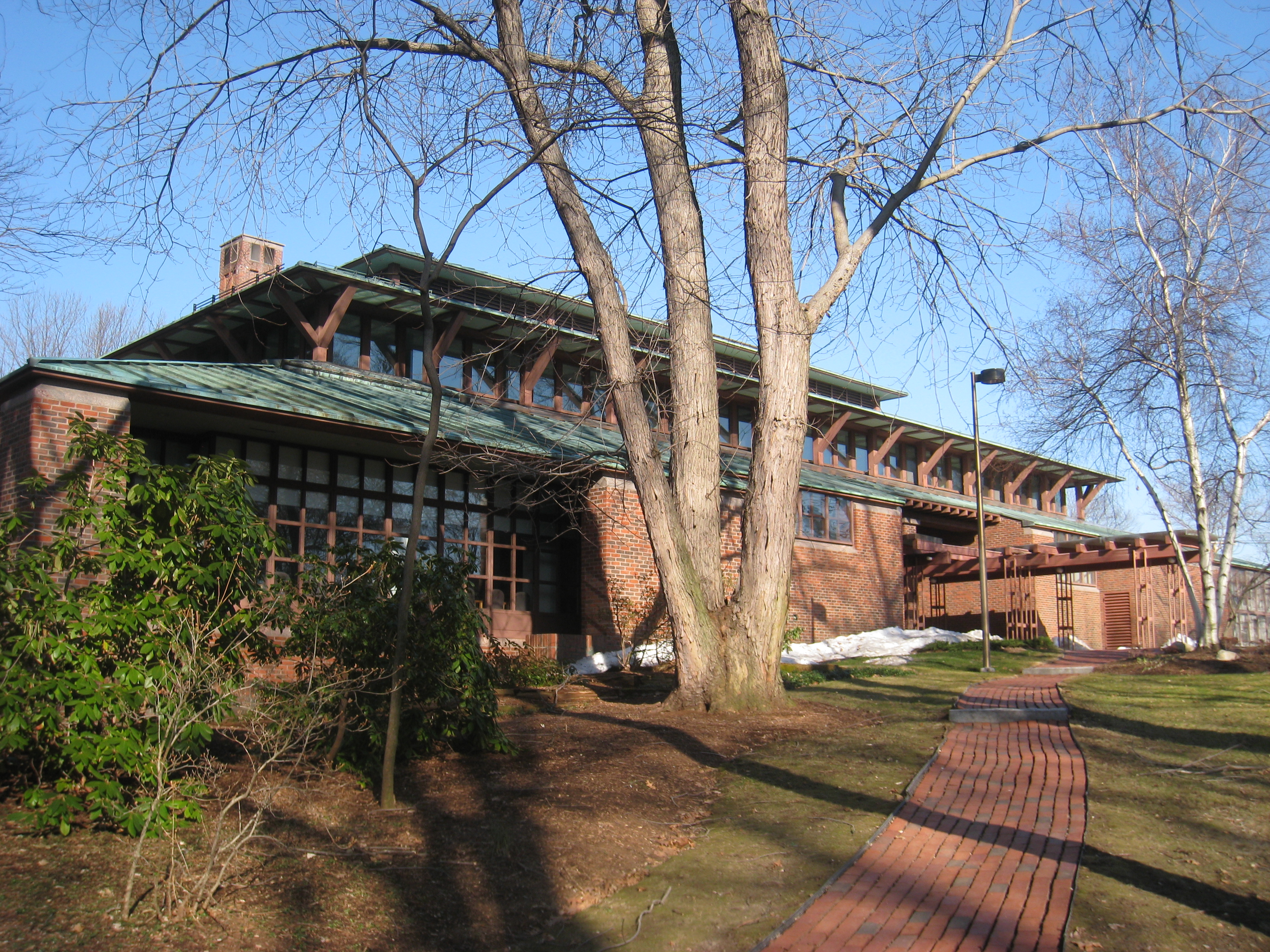
Allport est élu à l'AAAS (bâtiments de Cambridge) dès 1933

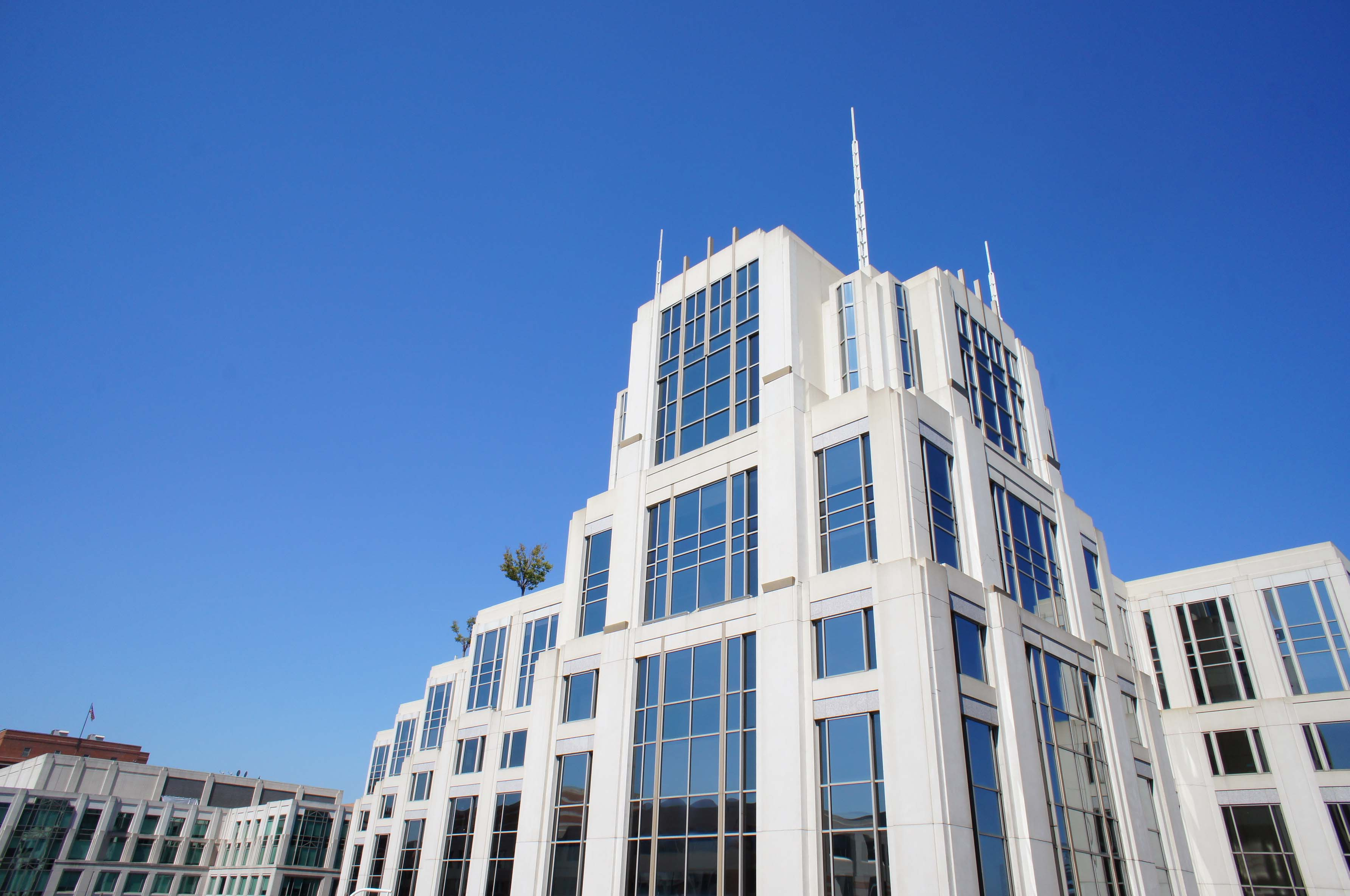
Allport préside l'APA (ici, ses bâtiments à Washington (DC) en 2012) à partir de 1939

Sa carrière ne ralentit plus : il est élu à l'Académie des arts et des sciences en 1933, il dirige la revue savante Journal of Abnormal and Social Psychology, il préside l'American Psychological Association à partir de 1939, l'Eastern Psychological Association à partir de 1943, ainsi que la Society for the Psychological Study of Social Issues à partir de 1944. En 1963, il reçoit la médaille d'or de l'American Psychological Foundation, et en 1964 le Grand prix de la contribution scientifique de l'American Psychological Association.
Pendant la Seconde Guerre mondiale, Gordon W. Allport est proche des services secrets militaires. Proche de Roosevelt, il fait partie du Comité sur le sentiment national créé en 1940 pour infléchir la communication gouvernementale en matière d'information de guerre. Il travaille en particulier sur le concept de rumeur, et « publie des articles scientifiques et de vulgarisation sur le sujet. Il initie également un séminaire de recherche, toujours sur l’étude du « moral des arrières », dans lequel il dirige des travaux d’étudiants ; les sujets sont divers, de l’étude du caractère de Hitler à celle des mutineries et des rumeurs de guerre. » Il lance en 1942, avec son étudiant Robert H. Knapp, diverses initiatives pour recueillir et lutter contre les rumeurs (« appel à rumeur » dans le Reader’s Digest, Clinique des rumeurs dans le Boston Herald, etc.). Avec un autre étudiant, Leo Postman, il travaille sur les préjugés raciaux dans la police de Boston.
Il publie de nombreux ouvrages : Personality. A psychological interpretation (1937), The Psychology of Rumor (1947, avec Leo Postman), The Individual and His Religion. A Psychological Interpretation (1950), The Nature of Prejudice (1954)…
Gordon W. Allport meurt en 1967.

## Domaines de recherche
Psychologue américain, il étudie principalement les problèmes de la personnalité. Imprégné de behaviorisme, il s'intéressa au concept d'« attitude » en le présentant de façon plus psychologique et plus comportementaliste. On lui doit l'une des plus célèbres définitions de l'attitude (état mental neurologique, préparation à l'action). Cette définition implique que l'attitude de quelqu'un doit permettre de prédire son comportement dans une situation donnée à l'égard d'un stimulus donné.
Son travail a permis de développer une forme d'analyse des causes des comportements : la méthode des "Forces motrices". Cette dernière explique et justifie les facteurs de motivation d'une personne.

### Échelle des préjugés
Durant les années 1950, Allport s'intéresse aux relations inter-communautaires, à la stéréotypie et à la discrimination, et réalise des travaux marquants en rapport avec l'hypothèse du contact (diminution des préjugés par le contact inter communautaire) « The nature of prejudice » (1954). Il définit alors une « échelle des préjugés » à cinq degrés portant son nom : 
1. L'antilocution est une forme de distance du groupe majoritaire par rapport à un groupe minoritaire ou étranger, manifestée sous forme de « blagues à thème » véhiculant des stéréotypes négatifs comme dans l'image des balkaniques véhiculée dans le film français Le père Noël est une ordure à travers le personnage ridicule de Preskovitch et ses spécialités dégoûtantes du « dobitchu » et du « kloug aux marrons » ;
2. L'évitement est une forme non juridique, mais comportementale d'exclusion sociale : les membres d'une communauté évitent le contact, la cohabitation, les alliances matrimoniales, les échanges commerciaux avec ceux des autres communautés : l'évitement se manifeste, territorialement, par la ségrégation spatiale, où les communautés se regroupent dans les espaces séparés ;
3. La discrimination est un évitement renforcé, qui prend des formes obligatoires et juridiques, dont les formes peuvent être des lois raciales, la ségrégation institutionnalisée, des persécutions ciblées sur une catégorie ethnique, religieuse, sociale ou autre, comme dans les cas de l'apartheid, des Coréens au Japon, des femmes dans maintes sociétés traditionnelles, des nomades dans les sociétés dominées par des sédentaires...
4. L'attaque physique se traduit par la violence, le vandalisme, le pillage, l'incendie des biens de la communauté-cible par des groupes ou des individus appartenant à la communauté dominante, comme dans les cas du lynchage d'afro-américains, des pogroms, des collectivisations forcées ou de l'expulsion de populations ;
5. L'extermination vise la destruction totale et définitive du groupe-cible et sa disparition.

L'« échelle des préjugés » d'Allport ne doit pas être confondue avec son « échelle de l'orientation religieuse » formulée avec J. M. Ross en 1967 qui définit le degré de maturité d'une conviction religieuse personnelle, du plus mature, conscient qu'une foi est une croyance et non une certitude, ouvert au doute, au dialogue, à la tolérance, jusqu'au moins mature persuadé de tenir une vérité ultime et indiscutable, fermé à toute alternative et vivant sa croyance comme un préjugé le séparant de toute personne ne partageant pas ses convictions.

## Sources
1. 1 2  (en) Thomas F. Pettigrew, « Gordon Willard Allport: A Tribute », Journal of Social Issues, vol. 55, no 3,‎ 1er janvier 1999, p. 415–428 (ISSN 1540-4560, DOI 10.1111/0022-4537.00125, lire en ligne, consulté le 7 août 2017)
2. ↑  « Gordon Allport on Meeting Freud », 1966
3. ↑  (en) Louise E. Hoffman, « American psychologists and wartime research on Germany, 1941–1945 », American Psychologist, vol. 47, no 2,‎ février 1992, p. 264-273 (lire en ligne)
4. ↑  (en) Martin Manning, Historical Dictionary of American Propaganda, Greenwood Publishing Group, 2004, 64 (ISBN 978-0313296055, lire en ligne )
5. ↑  Pascal Froissart, La rumeur. Histoire et fantasmes, Paris, Belin, 2010, 356 p. (ISBN 978-2-7011-5705-4), p. 92-94
6. ↑  Froissart, Pascal, « L’invention de la lutte contre les rumeurs », Le Temps des médias, no 38,‎ 2022, p. 223-240 (lire en ligne)
7. ↑  Pascal Froissart, L'invention du fact-checking : Enquête sur la « Clinique des rumeurs ». Boston, 1942-1943, Paris, Presses universitaires de France, 2024, 344 p. (ISBN 9782130847281, présentation en ligne)
8. ↑  (en) Ellen Herman, The Romance of American Psychology : Political Culture in the Age of Experts, University of California Press, 1996, 406 p. (ISBN 978-0-520-20703-5, lire en ligne)
9. ↑  « Actualités : Coaching, management, tutorat », sur ARM Formation (consulté le 11 janvier 2022)
10. ↑  Gordon Allport,  The Nature of Prejudice, Addison-Wesley 1954,  (ISBN 0-201-00179-9).
11. ↑  B. Mullen,, Leader, T. et Dovidio, J.F., ed. (édition), On the Nature of Prejudice : Fifty Years After Allport., Wiley/Blackwell, 2005 (ISBN 978-1-4051-2751-6, lire en ligne), « Linguistic factors: Antilocution, ethnophaulisms, ethnonyms, and other varieties of hate speech. », p. 192–208..
12. ↑  Gordon Allport et J.M. Ross, Personal religious orientation and prejudice in:  Journal of Personality and Social Psychology, 5, 432-443, 1967.